# U-Bahnhof Jiřího z Poděbrad

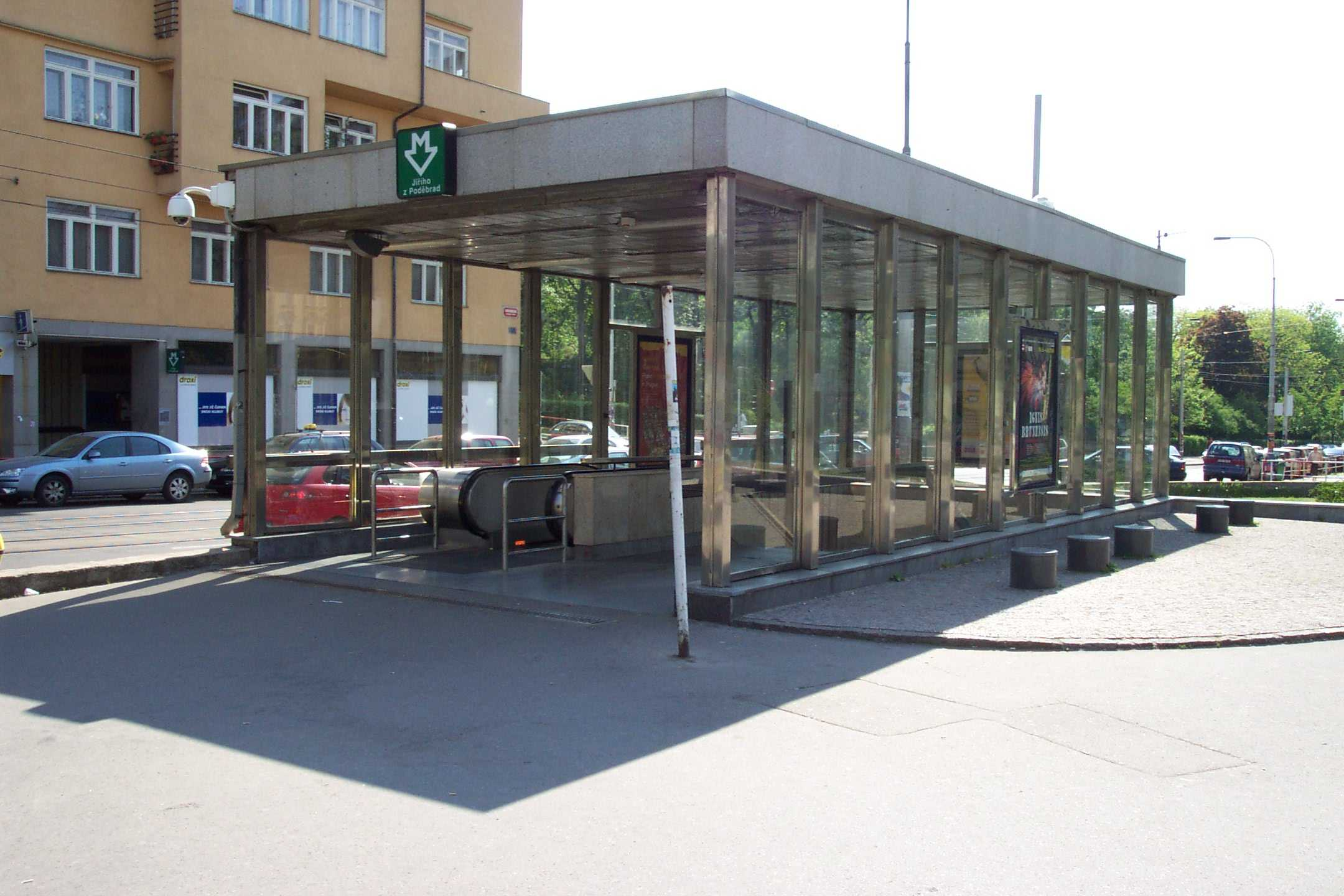
Ein Eingang der Station Jiřího z Poděbrad

Der U-Bahnhof Jiřího z Poděbrad ist eine Station der Prager Metro auf der Linie A. Er liegt unter dem gleichnamigen Platz im Stadtteil Vinohrady.
Die Station wurde mit der Eröffnung des zweiten Abschnitts der Linie A im Jahr 1980 in Betrieb genommen. Der Bahnsteig liegt in einer Tiefe von 45 Metern.
Zu Beginn des Songs A Reminder von Radiohead wird die Durchsage, die die Station Jiřího z Poděbrad ankündigt, eingespielt.
Seit Mai 2024 ist die Station frei von Werbung. Seit dem 2. Juli 2024 ist die Station barrierefrei zugänglich.